# Rodzina planetoidy Gefion

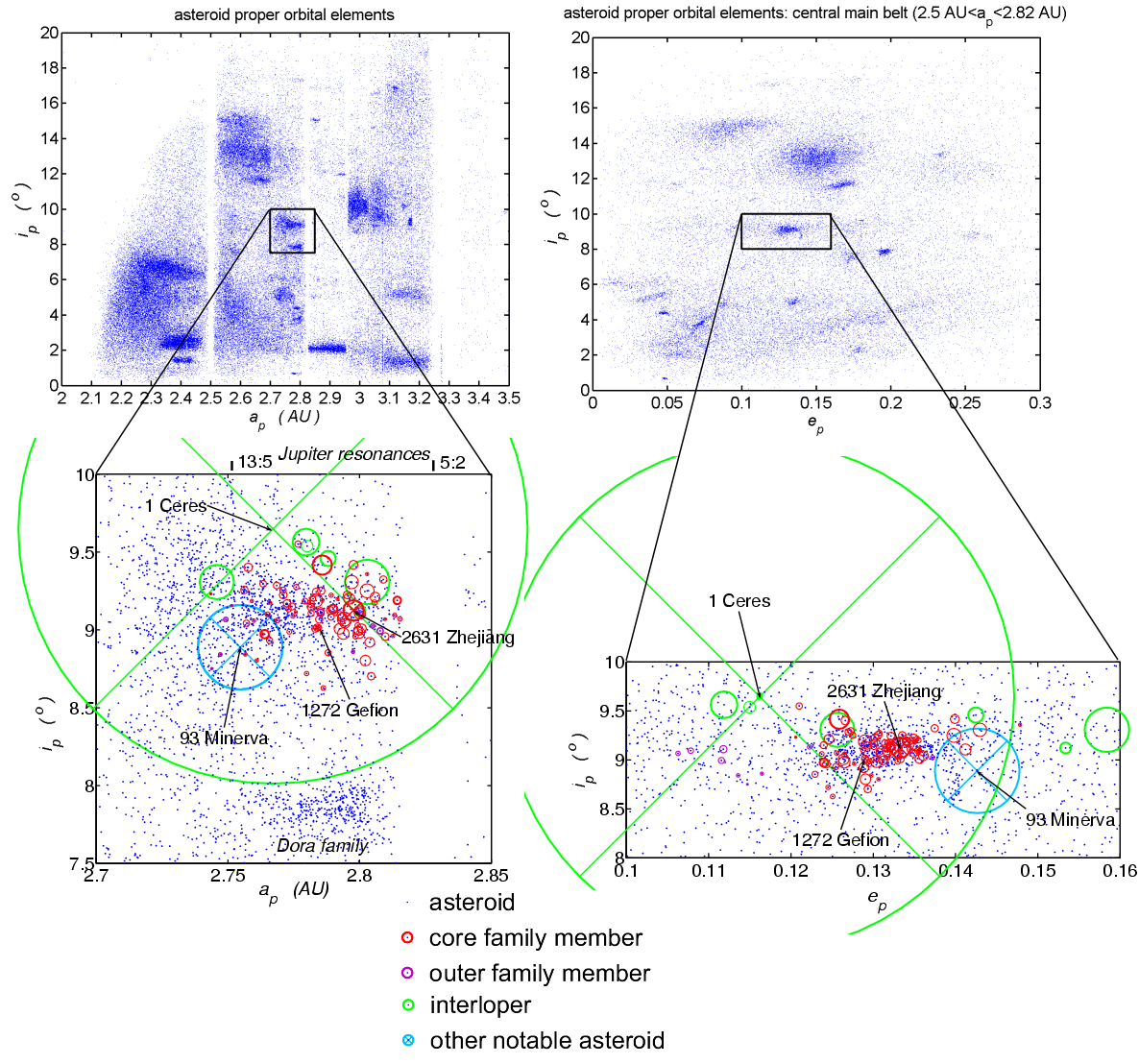
Umiejscowienie i struktura rodziny planetoidy Gefion.

Rodzina planetoidy Gefion – jedna z rodzin planetoid krążących w środkowej części pasa planetoid. Tworzą ją planetoidy klasy S. Nazwa tej rodziny pochodzi od planetoidy (1272) Gefion.

## Charakterystyka
Członkowie tej rodziny mają właściwe elementy orbitalne zawarte w przybliżeniu w granicach:
|      | ap      | ep    | ip   |
| ---- | ------- | ----- | ---- |
| min. | 2,74 au | 0,120 | 8,6° |
| max. | 2,82 au | 0,148 | 9,6° |

W obecnej epoce, granice elementów orbit chwilowych członków tej rodziny planetoid wynoszą:
|      | a       | e     | i     |
| ---- | ------- | ----- | ----- |
| min. | 2,74 au | 0,081 | 7,4°  |
| max. | 2,82 au | 0,18  | 10,5° |

Rodzina jest stosunkowo duża, np. analizy Zappali z 1995 r. stwierdziły, że ok. 100 planetoid należy do jądra rodziny. W bazie właściwych elementów orbitalnych AstDyS-2 znajduje się 766 obiektów (około 0,8% ze wszystkich) leżących wewnątrz regionu zdefiniowanego przez elementy orbitalne w powyższych tabelach. Można w niej wyróżnić bardziej zwarte jądro oraz "peryferia".

## Planetoidy z jądra rodziny
Planetoidy należące do jądra rodziny, zidentyfikowane dzięki metodzie badania Zappalà HCM, wymienia (wraz z intruzami) tabela po prawej.
Największym ciałem w jądrze rodziny, którego średnica została wiarygodnie oszacowana, jest (2631) Zhejiang o średnicy 34 km, jednakże (2911) Miahelena jest jaśniejsza i jeżeli ma takie samo (bardzo niskie) albedo 0,025, może mieć średnicę 47 km.

## Rodzina Ceres, Rodzina Minervy i intruzi
Do pewnego czasu rodzina Gefiona była znana również jako Rodzina Ceres (od Ceres, najmniejszej planety karłowatej, do 2006 roku największej planetoidy pasa głównego) lub też rodzina Minervy (od planetoidy (93) Minerva). Analiza spektrometryczna wykazała jednak, że ci najwięksi członkowie tak naprawdę są intruzami w rodzinie Gefiona, gdyż mają inny typ spektralny niż większość członków. Inne planetoidy-intruzi to (255) Oppavia, (374) Burgundia, (2507) Bobone oraz (2559) Svoboda. Te badania określiły, że mała planetoida (1272) Gefion ma najmniejszy numer spośród ciał należących do rodziny i to właśnie od niej pochodzi nazwa rodziny.